# Inside Outside U・M・I
『Inside Outside U・M・I』（インサイド・アウトサイド・ユー・エム・アイ）は、サザンオールスターズのイメージビデオ。2003年8月30日にDVDで発売。発売元はタイシタレーベル。

## 背景
桑田佳祐が企画・監修・選曲した映像作品。サザンオールスターズの楽曲をバックにサーフィンや江の島の映像が流れる作品となっている。

## 音楽性
タイトルである「Inside Outside U・M・I」というフレーズはザ・ビーチ・ボーイズの「サーフィン・U.S.A.」の歌詞の「Inside outside U.S.A.」をもじったものである。

## 収録曲
※はオリジナルのMVが存在するもの。
1. 君だけに夢をもう一度
2. 忘れられた Big Wave
3. 真夏の果実 ※
4. 湘南SEPTEMBER
5. 太陽は罪な奴 ※
6. あなただけを 〜Summer Heartbreak〜 ※
7. 素顔で踊らせて
8. BLUE HEAVEN ※
9. 恋人は南風 ※
10. 恋人は南風 Video Clip (Bonus Track)